# Cruickshank River
Cruickshank River är ett vattendrag i Kanada.   Det ligger i provinsen British Columbia, i den sydvästra delen av landet, 3 700 km väster om huvudstaden Ottawa.
I omgivningarna runt Cruickshank River växer i huvudsak barrskog. Runt Cruickshank River är det glesbefolkat, med 14 invånare per kvadratkilometer.